# Jasen (gmina Domžale)
Jasen – wieś w Słowenii, w gminie Domžale. W 2018 roku liczyła 5 mieszkańców.